# Black Orlovdiamant
De zwarte Orlovdiamant, ook gekend als Het oog van Brahma, is een zwarte diamant van 67,50 karaat. De ondoorzichtige zwarte kleur is zeldzaam bij diamanten. Het is te wijten aan het feit dat ze, in tegenstelling tot alle andere diamanten, bestaan uit miljoenen kleine diamanten die samen zijn verwerkt. Zwarte diamanten worden bijna altijd gebruikt voor industrieel gebruik.

## Geschiedenis
Volgens de legende is de diamant in het begin van de 19e eeuw door een jezuïet in Puducherry uit een beeld van de god Brahma gestolen. De steen, toen nog in volle grootte van 195 karaat, kwam in 1932 in bezit van de diamanthandelaar J.W Paris die de steen meenam naar New York, maar kort daarna zelfmoord pleegde door van een New Yorkse wolkenkrabber te springen.
In 1947 pleegden twee Russische prinsessen, die de steen in het begin van de 20e eeuw in hun bezit hadden gehad, Leonila Galitsine-Bariatinsky en Nadia Vygin-Orlov, naar wie de steen vernoemd is, op minder dan een maand tijd van mekaar beiden zelfmoord pleegden door in Rome van een hoog gebouw te springen. 
De volgende eigenaar was Charles F. Winson die de steen liet herslijpen en er drie stenen van maakte, zogezegd om de vloek te breken.
De Orlovdiamant werd in 2004 gekocht door de diamanthandelaar Dennis Petimezas. Hij liet onder meer expositie toe in tentoonstellingen in het American Museum of Natural History in New York en in 2005 het Natural History Museum in Londen. Petimezas bood Felicity Huffman de mogelijkheid de diamant te dragen tijdens de 78ste Oscaruitreiking, maar ze sloeg het aanbod af.  Petimezas verkocht de steen terug in 2006 aan een anonieme private koper.